# 伊予鉄道高浜線
高浜線（たかはません）は、愛媛県松山市の高浜駅から松山市駅までを結ぶ伊予鉄道の鉄道路線である。ほとんどの区間は複線であり、松山市駅で接続する横河原線と直通運転を行っている。
四国初の鉄道として1888年（明治21年）に開業した。松山の古くからの外港である三津（ただし三津浜港まではやや距離がある）、および伊予鉄道が整備した高浜港へのアクセス鉄道として機能している。
高浜駅から、松山の海の玄関口である松山観光港へはバスで連絡している。松山観光港までの延伸については、工費などの問題から構想に留まっている（後述）。なお、伊予鉄バスにより松山市中心部から観光港リムジンバスも運行されている。

## 路線データ
- 路線距離（営業キロ）：9.4km
- 軌間：1067mm
- 駅数：10駅（起終点駅含む）
- 複線区間：梅津寺 - 松山市間
- 単線区間：高浜 - 梅津寺間
- 電化区間：全線（直流600V）
  - 松山市駅高浜方にあるき電区分所（直直セクション）から松山市駅構内の間は750V。
- 閉塞方式：自動閉塞式
- 最高速度：60km/h[1]
- 車両基地：古町車両工場（最寄駅・古町駅）
- 最大連結車両数：4両
- 連結車両数（日中）：2 - 3両

## 沿線概要
伊予鉄道のターミナル駅である松山市駅を発車した列車は、郡中線と別れ右手に曲がる。おおよそ90度曲がった位置に、鉄道線としてはJR松山駅の最寄り駅となる大手町駅があり、この駅を発車するとすぐに大手町線との平面交差を渡る。そのままマンションやオフィスビルに挟まれた都心区間を走り、再び大手町線と平面交差をすると車両基地を併設する古町駅に入る。「間近く仰ぐ勝山の」と鉄道唱歌でも歌われたように松山城の近くに位置するが、市街化が進んでおりホームからその姿を見ることは難しい。
古町をすぎ城北線と別れると高架区間に入り、今度は逆に左手に曲がる。県道19号線、松山環状線等の幹線道路を越え、再び地上に降りると衣山駅に着く。衣山駅周辺は映画館や遊技施設などの進出などにより近年発展が進み賑わいを見せている。
衣山を過ぎると松山市駅から続いた市街地は消え、のどかな風景が広がる。次の西衣山駅をすぎるとすぐにJR予讃線をアンダーパスし、この先は丘陵と丘陵に挟まれた区間を行く。そして旧三津浜町域に入る山西駅付近で再び平野部に出る。
三津浜地区の中心駅である三津駅は各地区を結ぶループバスと連絡する交通連接点であり、開業時は高浜線の終端駅であった。漁業で栄える三津浜は、古くは関西や九州との間を結ぶ旅客船が発着する松山の玄関口であり、今でも三津浜港には山口県の柳井や瀬戸内海各地の離島との間を結ぶフェリーが就航している。三津駅を出ると列車は再び平野に別れを告げ、この先は海岸線に沿って線路が敷かれている。次の港山のそばには500年以上の歴史を持つ渡し船「三津の渡し」の乗船場があり、古くはこの辺りが三津の中心であった。
港山駅に続く梅津寺駅は、ホーム柵の横に砂浜が広がるという伊予鉄道では最も海に近い駅であり、この駅に近接する海水浴場は同じく近接する梅津寺公園の梅園と共に有名である。松山市駅から続いた複線区間はここまでで、ここから終点までの1駅区間のみは単線となり、枇杷の産地として有名な興居島や小説『坊っちゃん』にターナー島として出てくる四十島を左手に望みつつ高浜を目指す。
終点の高浜も三津と同じく漁業の町で、以前に関西や九州との間に航路が開かれていた点も三津と同じであるが、三津が長い歴史を持つ港であるのと異なり、こちらは明治20年代に入ってから三津浜港に代わる松山の玄関口として整備された比較的新しい港である。ただ、本州や九州とを結ぶ航路は高浜の600メートル北に戦後新しく整備された松山観光港に発着するようになって久しく、現在でも離島とを結ぶ旅客船が発着しているものの、往時の繁栄を偲ぶことができるのは昭和初期に建てられた比較的大きな駅舎くらいである。その松山観光港までは高浜駅から連絡バスが出ており、高浜線の延伸も検討されている（後述）。

## 運行形態
普通列車のみで、早朝と夜間を除きほぼ全列車が横河原線と直通運転しており、15分間隔で運転されている。
編成両数は朝ラッシュ時のみ3 - 4両編成（4両は松山市 - 古町間のみ）で、日中の3000系およびほとんどの700系使用列車は3両編成、610系および一部の700系使用列車は2両編成となる。ワンマン運転は行っていない。
毎年8月第1（または第2）日曜日に行われる松山港まつり・三津浜花火大会開催時は松山市駅 - 梅津寺駅間で臨時列車が運行され、混雑時間帯で1時間8本体制での輸送となる。これは、15分間隔の日中ダイヤに挟み込む形で高浜線内折り返しの臨時列車が増発運行されるもので、定期列車は通常通り横河原線に乗り入れ横河原駅まで直通している。なお、花火開催日の高浜線は終日全列車が3両編成となるため2両編成である610系や700系の一部編成は郡中線での運用となる。

## 歴史
先述のとおり四国初の鉄道であり、日本で初めて762mm軌間を採用した軽便鉄道として開業した。
改軌を経て戦前には全線が複線電化されていたが、戦争中に金属供出で単線化された（「不要不急線」も参照）。戦後徐々に複線が復活したが末端の梅津寺 - 高浜間だけは単線のまま残っている。
- 1888年（明治21年）10月28日 三津 - 松山（現在の松山市）間が開業。
- 1889年（明治22年）7月20日 松山駅を外側駅に、三津口駅（初代）を古町駅[2]に改称。
- 1892年（明治25年）5月1日 高浜 - 三津間が開業し全通。
- 1902年（明治35年）6月1日 外側駅を松山駅に改称。
- 1916年（大正5年）12月31日 伊予鉄道の伊予水力電気合併による社名変更で伊予鉄道電気の路線となる。
- 1927年（昭和2年）3月1日 松山駅を松山市駅に改称。
- 1927年（昭和2年）4月3日 江戸町駅開業。
- 1927年（昭和2年）11月1日 山西駅、衣山駅開業。
- 1931年（昭和6年）5月1日 全線が1067mm軌間に改軌、電化。梅津寺駅、港山駅開業。
- 1931年（昭和6年）7月8日 全線が複線化。梅津寺 - 高浜間の単線区間。かつては複線だったことがわかる。

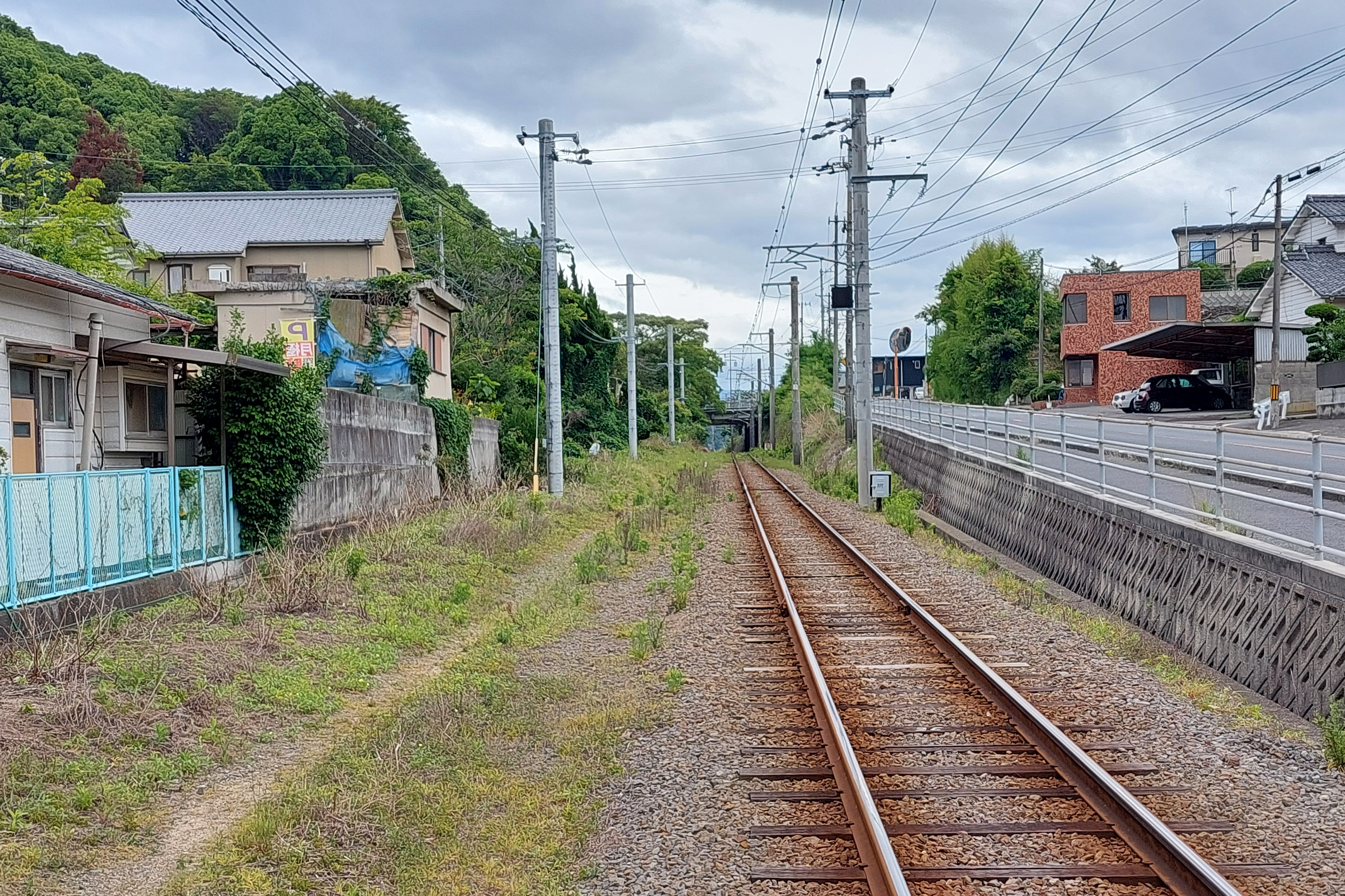
梅津寺 - 高浜間の単線区間。かつては複線だったことがわかる。

- 1942年（昭和17年）4月1日 伊予鉄道電気の電力事業分離により再び伊予鉄道の路線となる。
- 1945年（昭和20年）2月21日 全線が金属供出のため単線化（国鉄予讃本線八幡浜 - 宇和島間に使用した）。
- 1952年（昭和27年）2月1日 梅津寺 - 三津間が再複線化。
- 1953年（昭和28年）7月1日 江戸町駅を大手町駅に改称。
- 1957年（昭和32年）12月26日 衣山 - 古町間が再複線化。
- 1963年（昭和38年）7月1日 古町 - 松山市間が再複線化。
- 1964年（昭和39年）7月16日 三津 - 衣山間が再複線化。
- 1968年（昭和43年）6月10日 西衣山駅開業。
- 1981年（昭和56年）8月10日 横河原線との直通運転開始[3]。
- 1998年（平成10年）7月18日 衣山 - 古町間の高架化完成。

## 延伸構想

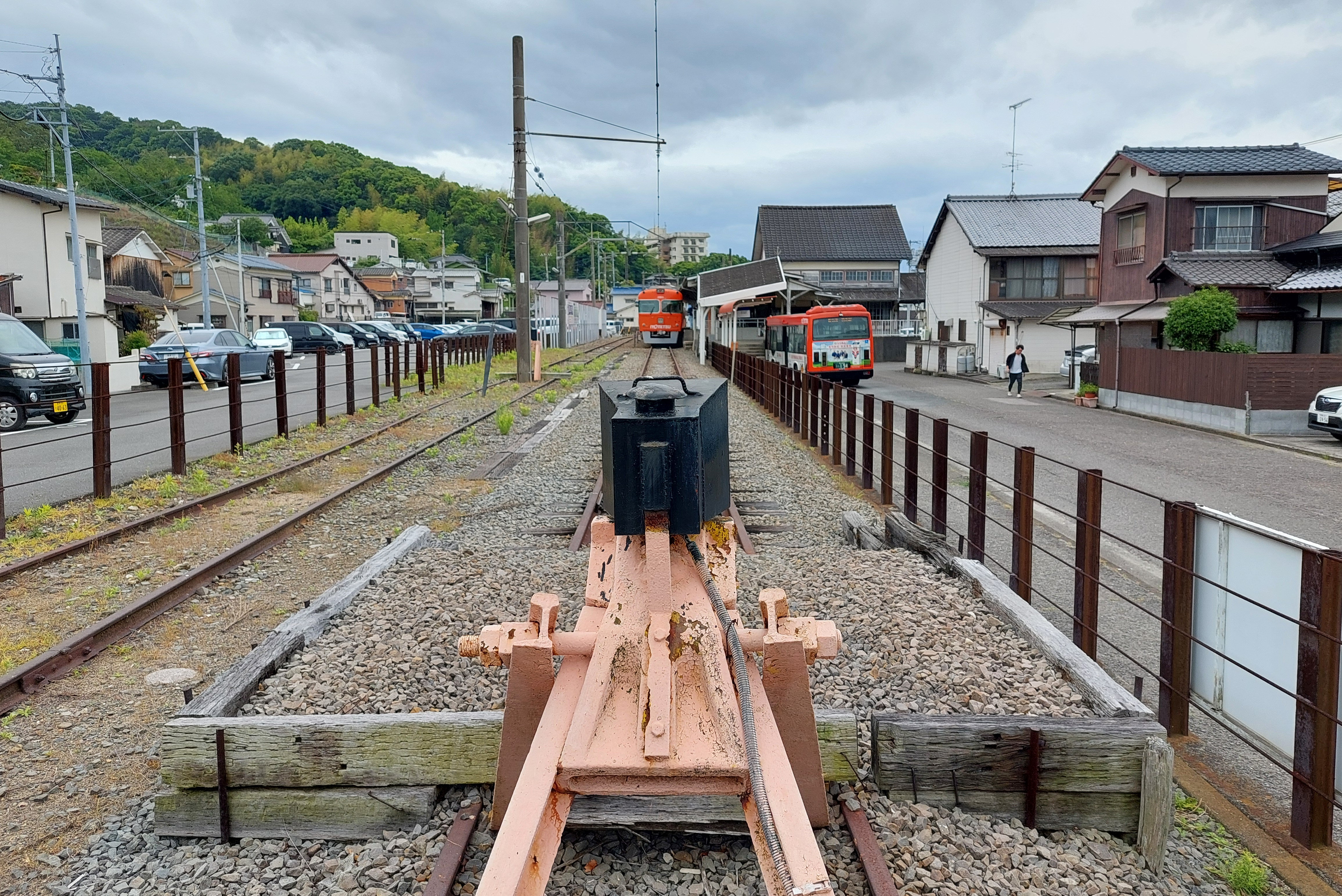
高浜駅末端部

終点の高浜駅は高浜港の目の前であるが、船舶の大型化等に伴い、高浜港の北に松山観光港が整備され、島嶼部への航路を除き、阪神・九州・広島方面への船舶の発着が松山観光港へ移転したため、連絡バスへの乗り換えが必要となっている。
2000年7月に新築された松山観光港旅客ターミナルの2階は将来の鉄道乗り入れを視野に入れた設計となっており、高浜駅から延伸する構想が新築当時からある。しかし、工費の問題、フェリーや高速船など船舶発着数の減少による利用者の減少等から、未実現となっている。
また県道19号高浜トンネルの整備により自社が運行する松山観光港リムジンバスの所要時間が短縮され鉄道と遜色なくなったこと、船の到着が遅れた場合にリムジンバスは到着を待って発車しているが定時運行を基本とする鉄道ではそれは困難であり、必ずしも鉄道の方が利便性が高いとは言い切れなくなっている事情も存在する。
2006年9月の県議会において伊予鉄道が専門のコンサルタントに委託した調査結果が報告された。それによると、高架化し松山観光港旅客ターミナルビルに乗り入れ、地上で鉄道延伸、軌道（路面電車）による乗り入れ、快速列車による軌道乗り入れ、軌道整備し高浜線を連接車によるLRT化、DMV化などの案が比較検討されている。ただし、いずれの案も13億以上の費用を要するうえ、（軌道とした場合の）定時性・輸送力の確保、技術の成熟度など一長一短とされている。
行政側も、松山空港乗り入れ構想と合わせて重要な課題と位置付けており、当面は事業化の可能性を検討していくことになる。
2024年現在、愛媛県では港湾計画の改定から30年が経過したことを受けて、松山港中・長期ビジョンの検討が進められている。
2024年2月、伊予鉄道社長の清水一郎は日本経済新聞のインタビューにおいて鉄道延伸実現を改めて訴えた。高浜駅からの距離が800mほどであることや、松山観光港ターミナルの2階に鉄道用ホームを設置するためのスペースが用意されていることを挙げたうえで、「高架による延伸整備を行政主体で行い、その後の維持管理のコストは全て伊予鉄が負担する」という上下分離方式とは異なった整備方式を表明している。清水は「対岸の広島では、宮島などを訪れるインバウンド(訪日外国人)が増えている。これを愛媛へ取り込むことが必要だ」とし、「瀬戸内海の観光資源は、地元の人が考える以上に、世界へ発信できるポテンシャルを備えている」「港のターミナルに鉄道が直接乗り入れるインパクトは大きい。そのような県庁所在地の港はほかにないだろう」とも述べている。

## 駅一覧
全駅が愛媛県松山市に所在する。鉄道駅では無いが、松山観光港にも駅番号（IY00）が与えられている。
凡例
駅員の有無 … *：直営有人駅、+：委託有人駅、- ：無人駅（早朝のみ委託有人駅）、無印：終日無人駅
線路 … ｜：単線区間（列車交換不可）、∧：これより下は複線、||：複線区間、（空欄）：線路なし
| 架線 電圧                      | 駅番号 | 駅名       | 駅間キロ | 営業キロ | 接続路線                                                               | 駅員の有無 | 線路 |
| ------------------------------ | ------ | ---------- | -------- | -------- | ---------------------------------------------------------------------- | ---------- | ---- |
|                                | IY00   | 松山観光港 | -        | -        | 呉・広島航路・小倉航路・連絡バス                                       |            |      |
| 600V                           | IY01   | 高浜駅     | -        | 0.0      | 中島航路・興居島航路・連絡バス                                         | *          | ｜   |
| 600V                           | IY02   | 梅津寺駅   | 1.2      | 1.2      |                                                                        | +          | ∧    |
| 600V                           | IY03   | 港山駅     | 0.8      | 2.0      |                                                                        |            | \|\| |
| 600V                           | IY04   | 三津駅     | 1.0      | 3.0      |                                                                        | +          | \|\| |
| 600V                           | IY05   | 山西駅     | 1.0      | 4.0      |                                                                        | +          | \|\| |
| 600V                           | IY06   | 西衣山駅   | 1.1      | 5.1      |                                                                        | -          | \|\| |
| 600V                           | IY07   | 衣山駅     | 0.9      | 6.0      |                                                                        | +          | \|\| |
| 600V                           | IY08   | 古町駅     | 1.6      | 7.6      | 伊予鉄道：大手町線・城北線（07）                                       | +          | \|\| |
| 600V                           | IY09   | 大手町駅   | 0.9      | 8.5      | 伊予鉄道：大手町線（大手町駅前停留場: 04）                             | +          | \|\| |
| 750V                           | IY10   | 松山市駅   | 0.9      | 9.4      | 伊予鉄道：■横河原線（直通運転）・■郡中線・花園線（松山市駅停留場: 01） | *          | \|\| |
| ■横河原線 横河原駅まで直通運転 |        |            |          |          |                                                                        |            |      |

## その他

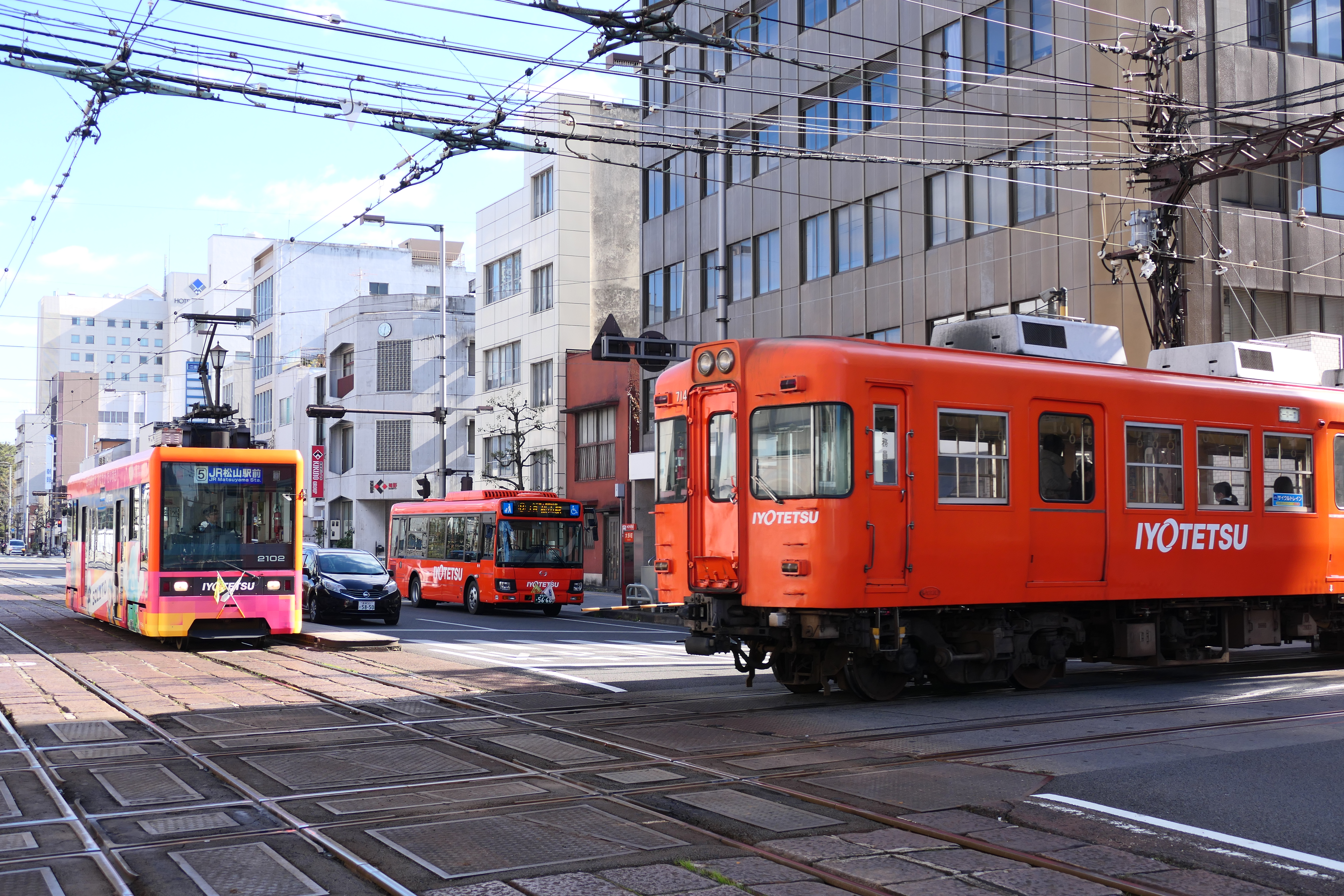
大手町駅での大手町線との平面交差

平面交差
古町駅構内と大手町駅北側で路面電車の松山市内線と交差している。特に後者は日本全国で唯一のものとなった鉄道線と軌道線が十字形に交わる平面交差である（画像参照）。交差する松山市内線が直流600V電化のため、高浜線も同じく直流600V電化となっており、横河原線・郡中線（共に750V）とは架線電圧が異なっている。
隧道（トンネル）
かつて高浜線には衣山隧道と高浜隧道（道路トンネルの高浜トンネルとは別）が存在したが、複線電化工事の際に開削され、跨線橋（道路橋）となっている。
坊っちゃん列車
夏目漱石の小説『坊っちゃん』の中で、四国の中学校に赴任する「坊っちゃん」が乗った「マッチ箱のような汽車」というのは、軽便鉄道時代の高浜線である。